# Bradinopyga strachani
Bradinopyga strachani е вид водно конче от семейство Libellulidae. Видът не е застрашен от изчезване.

## Разпространение
Разпространен е в Бенин, Гана, Гвинея, Демократична република Конго, Екваториална Гвинея, Камерун, Кения, Кот д'Ивоар, Либерия, Мали, Нигерия, Сиера Леоне, Того, Уганда и Южен Судан.